# NEXCO中日本 Lovin' Drive
『NEXCO中日本　Lovin' Drive』（ネクスコなかにほん　ラヴィン・ドライブ）とは、2007年4月から（一部地域では5月から）2008年3月まで放送したラジオ番組。NEXCO中日本一社提供によるドライブ情報番組である。
同社の管轄エリア内のJFN各局で放送され、地域によりバージョンが異なっている。後枠は全局『NEXCO中日本 DRIVE ON THE HEART』（パーソナリティ:片山右京、TOKYO FM制作）になる。　

## 各地域の放送局
この番組は関東（但し、長野県・静岡県も含まれている）・東海・北陸の3エリアに分けられるが、これに該当しない近畿地方のe-radio（滋賀県）では放送されなかった（なお、次番組の『NEXCO中日本 DRIVE ON THE HEART』は放送している）。

### 東京・静岡・長野バージョン（関東バージョン）
- パーソナリティ：植松恭子
  - TOKYO FM　土8:00～8:25
  - K-MIX（静岡県）　金18:30～18:55
  - FM長野　土9:30～9:55

### 東海3県バージョン
- パーソナリティ：福岡由美
  - FM AICHI　土12:00～12:30
  - Radio 80（岐阜県）土11:00～11:30（2007年5月～）
  - レディオキューブFM三重 土9:00～9:30（2007年5月～）

### 北陸地区バージョン
- パーソナリティ：早川真代
  - FMとやま　土8:00～8:30
  - HELLO FIVE　土11:00～11:30
  - FM福井　土9:30～10:00